# Bellaterra

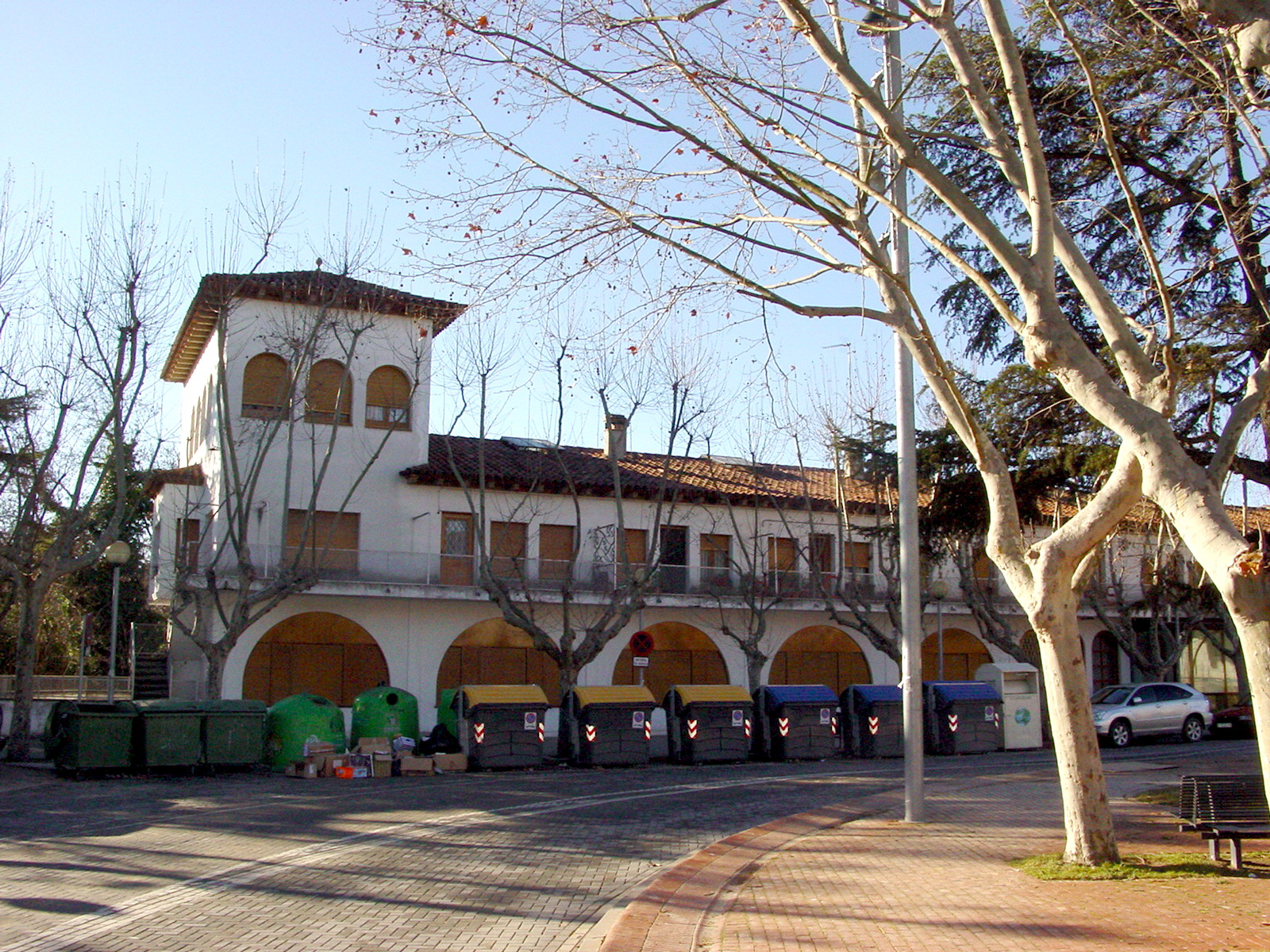
Bellaterra

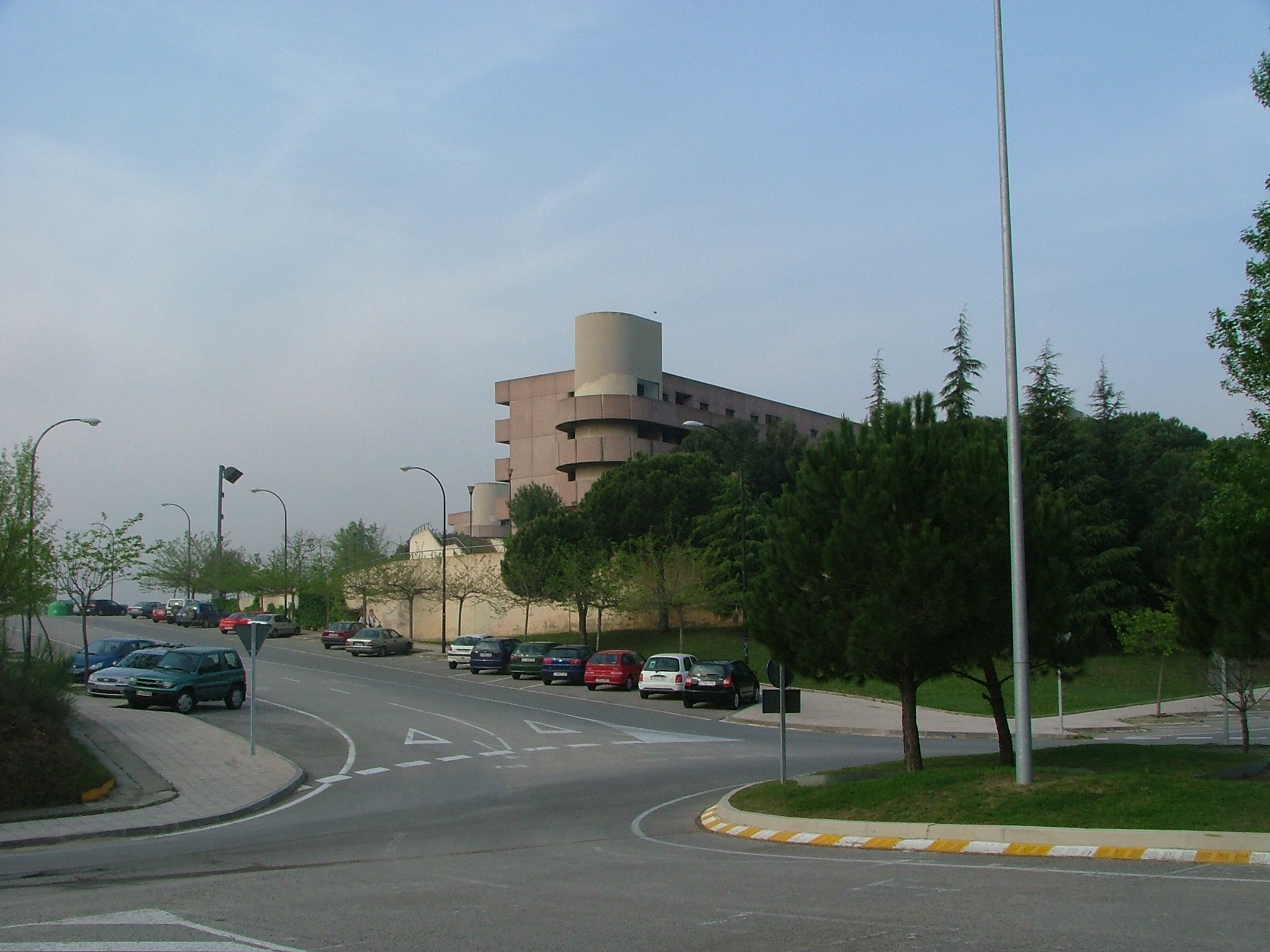
Campus universitario della UAB

Bellaterra è un'entità municipale decentralizzata di Sardañola del Vallés, nella comarca della Vallès Occidental, nella provincia spagnola di Barcellona.
L'urbanizzazione dell'area avvenne nel 1929 quando il farmacista Bartoméu, divise il terreno di suo suocero in diversi lotti e ottenne che venisse costruita una stazione ferroviaria che divenne operativa il 22 giugno del 1930.
Negli anni '30 gli architetti Lluís Girona o Emili Sala Pibernat iniziarono a costruire alcune case di seconda residenza nella zona di Can Domènec.
Nel 1970 comincia la costruzione del campus universitario Universidad Autónoma de Barcelona (UAB) a Bellaterra. L'UAB è composta da 12 facoltà e 1 scuola universitaria. Inoltre, possiede 9 scuole universitarie ascritte e 4 centi vincolati, che dipendono da altre instituzioni..
Con gli anni l'urbanizzazione aumentò fino al 27 giugno 2008, giorno in cui la Commissione di Politica territoriale della Generalidad de Cataluña approvò la proposta di entità municipalizzata decentrata (EMD).
Il 6 luglio 2010 Bellaterra diventa una entità municipalizzata decentrata finendo di essere un quartiere di Sardañola del Vallés. Ramon Andreu è il presidente della giunta che amministra EMD.